# Liste des musées en Normandie
Pour un article plus général, voir Liste de musées en France.
La liste des musées en Normandie, répertorie les musées situés en Normandie. 
Il existe en Normandie un réseau qui fédère les musées de la région : le Réseau des musées de Normandie. Il favorise la coopération, la mutualisation, l'interconnaissance et la visibilité de ces institutions patrimoniales. Un portail permet d'explorer les collections de ces musées. Ce réseau est coordonné par l'EPCC La Fabrique de patrimoines en Normandie. 
| Département    | Commune                   | Musée                                                                                        | Musée de France | Musée ouvert |
| -------------- | ------------------------- | -------------------------------------------------------------------------------------------- | --------------- | --- |
| Calvados       | Arromanches               | Musée du débarquement                                                                        | oui             | |
| Calvados       | Arromanches               | Liberators Muséum - Normandy 1944                                                            | non             | |
| Calvados       | Balleroy                  | Musée des Ballons                                                                            | non             | |
| Calvados       | Bayeux                    | Musée mémorial de la Bataille de Normandie                                                   | non             | |
| Calvados       | Bayeux                    | Musée d'Art et d'Histoire Baron-Gérard                                                       | oui             | |
| Calvados       | Bayeux                    | Tapisserie de Bayeux                                                                         | oui             | |
| Calvados       | Bayeux                    | Musée du général de Gaulle                                                                   | n/a             | fermé depuis 2008 |
| Calvados       | Beaumont-en-Auge          | Musée Langlois                                                                               | oui             | fermé depuis 2011 |
| Calvados       | Cabourg                   | Villa du Temps retrouvé                                                                      | non             | |
| Calvados       | Caen                      | Jardin de la Luna Rossa                                                                      | non             | |
| Calvados       | Caen                      | Mémorial de Caen                                                                             | oui             | |
| Calvados       | Caen                      | Musée de Normandie                                                                           | oui             | |
| Calvados       | Caen                      | Musée des Beaux-Arts de Caen                                                                 | oui             | |
| Calvados       | Caen                      | Musée d'Initiation à la nature                                                               | oui             | |
| Calvados       | Caen                      | Musée-atelier Yvonne Guégan                                                                  | non             | fermé |
| Calvados       | Caen                      | Musée des antiquaires de Normandie                                                           | oui             | Détruit par les bombardements de 1944, les collections sont déposées en partie au musée de Normandie et au musée archéologique de Vieux-la-Romaine |
| Calvados       | Caen                      | Musée Langlois                                                                               | n/a             | Détruit par les bombardements de 1944 |
| Calvados       | Caen                      | Muséum d'histoire naturelle de Caen                                                          | n/a             | Détruit par les bombardements de 1944 |
| Calvados       | Caen                      | Musée de la poste et des télécommunications                                                  | oui             | fermé depuis 2009 |
| Calvados       | Caumont-l'Éventé          | Souterroscope des ardoisières                                                                | non             | |
| Calvados       | Clécy                     | Musée du Chemin de fer miniature                                                             | non             | |
| Calvados       | Clécy                     | Musée Hardy                                                                                  | non             | |
| Calvados       | Colleville-sur-Mer        | Overlord Museum                                                                              | non             | |
| Calvados       | Colleville-sur-Mer        | Musée du Débarquement, Big Red One Assault Muséum                                            | non             | |
| Calvados       | Condé-sur-Noireau         | Musée Charles Léandre                                                                        | non             | |
| Calvados       | Condé-sur-Noireau         | Musée de l'imprimerie typographique                                                          | non             | |
| Calvados       | Courseulles-sur-Mer       | Centre Juno Beach                                                                            | non             | |
| Calvados       | Courseulles-sur-Mer       | Musée du Vieux Courseulles                                                                   | non             | |
| Calvados       | Deauville                 | Les Franciscaines                                                                            | non             | |
| Calvados       | Dives-sur-Mer             | Rétro-musée de pompiers Rosalie                                                              | non             | |
| Calvados       | Douvres-la-Délivrande     | Station radar de Douvres-la-Délivrande                                                       | non             | |
| Calvados       | Falaise                   | Mémorial de Falaise                                                                          | non             | |
| Calvados       | Falaise                   | Musée des automates de Falaise                                                               | non             | |
| Calvados       | Falaise                   | Musée André Lemaitre                                                                         | non             | |
| Calvados       | Falaise                   | Musée août 44                                                                                | non             | fermé depuis 2011 |
| Calvados       | Grandcamp-Maisy           | Musée des Rangers                                                                            | non             | fermé depuis octobre 2015 |
| Calvados       | Honfleur                  | Maisons Satie                                                                                | non             | |
| Calvados       | Honfleur                  | Musée Eugène-Boudin                                                                          | oui             | |
| Calvados       | Honfleur                  | Musée de la marine                                                                           | oui             | |
| Calvados       | Honfleur                  | Manoir Vigneron, abritant le musée d'ethnographie et d'art populaire                         | non             | |
| Calvados       | Honfleur                  | Blockhaus de la gare                                                                         | non             | |
| Calvados       | Le Molay-Littry           | Musée de la mine du Molay-Littry                                                             | oui             | |
| Calvados       | Le Molay-Littry           | Musée de la meunerie                                                                         | oui             | |
| Calvados       | Le Vey                    | Écomusée de l'Abeille                                                                        | non             | |
| Calvados       | Lion-sur-Mer              | Musée Maison du Fossile                                                                      | non             | fermé depuis 2015 |
| Calvados       | Lion-sur-Mer              | Musée Maison du Fossile                                                                      | non             | fermé depuis 2015 |
| Calvados       | Lisieux                   | Musée d'Art et d'Histoire                                                                    | oui             | |
| Calvados       | Lisieux                   | Diorama                                                                                      | non             | |
| Calvados       | Livarot                   | Musée du fromage, fromagerie Graindorge                                                      | non             | |
| Calvados       | Luc-sur-Mer               | Musée Maison de la baleine                                                                   | non             | |
| Calvados       | May-sur-Orne              | Musée de la mine                                                                             | non             | |
| Calvados       | Merville-Franceville      | Musée de la batterie de Merville                                                             | non             | |
| Calvados       | Nonant                    | Musée du chocolat                                                                            | non             | |
| Calvados       | Orbec                     | Musée du Vieux Manoir                                                                        | oui             | |
| Calvados       | Osmanville                | Station 70 - Musée de la RN13                                                                | non             | |
| Calvados       | Ouistreham                | Poste de direction de tir de Riva-Bella                                                      | non             | |
| Calvados       | Ouistreham                | Musée no 4 commando                                                                          | non             | |
| Calvados       | Pont-l'Évêque             | Calvados Experience, musée du calvados Père Magloire et des métiers anciens                  | non             | |
| Calvados       | Pont-l'Évêque             | Musée de la belle époque de l'automobile                                                     | non             | fermé depuis 2007 |
| Calvados       | Port-en-Bessin-Huppain    | Musée des épaves sous-marines                                                                | non             | |
| Calvados       | Ranville                  | Mémorial Pegasus                                                                             | non             | |
| Calvados       | Saint-Germain-de-Livet    | Château-musée de Saint-Germain-de-Livet                                                      | oui             | |
| Calvados       | Saint-Laurent-sur-Mer     | Musée Mémorial Omaha Beach                                                                   | non             | |
| Calvados       | Saint-Laurent-sur-Mer     | Musée du quotidien de nos grands-parents                                                     | non             | |
| Calvados       | Saint-Martin-des-Besaces  | Musée la Percée du Bocage                                                                    | non             | |
| Calvados       | Saint-Pierre-sur-Dives    | Musée des techniques fromagères                                                              | oui             | |
| Calvados       | Tilly-sur-Seulles         | Musée de la bataille de Tilly-sur-Seulles                                                    | oui             | |
| Calvados       | Trouville-sur-Mer         | Musée de Trouville - Villa Montebello                                                        | oui             | |
| Calvados       | Vendeuvre                 | Musée du mobilier miniature                                                                  | non             | |
| Calvados       | Ver-sur-Mer               | Musée América-Gold Beach                                                                     | non             | |
| Calvados       | Vieux                     | Musée archéologique de Vieux-la-Romaine                                                      | oui             | |
| Calvados       | Villers-sur-Mer           | Paléospace l'Odyssée                                                                         | oui             | |
| Calvados       | Villerville               | Musée Mer et Désert                                                                          | non             | fermé |
| Calvados       | Vire                      | Musée de Vire                                                                                | oui             | |
| Eure           | Beaumesnil                | Musée de la reliure                                                                          |                 | |
| Eure           | Bernay                    | Musée des Beaux-Arts de Bernay                                                               | oui             | |
| Eure           | Breteuil-sur-Iton         | Musée Vie et métiers d'autrefois                                                             |                 | |
| Eure           | Conches-en-Ouche          | Musée du verre, de la pierre et du livre                                                     |                 | |
| Eure           | Conches-en-Ouche          | Musée du terroir normand                                                                     |                 | |
| Eure           | Évreux                    | Musée d'Évreux                                                                               | oui             | |
| Eure           | Fleury-la-Forêt           | Musée des poupées                                                                            |                 | |
| Eure           | Francheville              | Musée de la ferronnerie                                                                      |                 | |
| Eure           | Giverny                   | Musée des Impressionnismes Giverny                                                           |                 | |
| Eure           | Giverny                   | Maison et jardins Claude Monet                                                               |                 | |
| Eure           | Giverny                   | Musée de mécanique naturelle                                                                 |                 | |
| Eure           | Giverny                   | Musée Baudy                                                                                  |                 | |
| Eure           | La Couture-Boussey        | Musée des Instruments à vent                                                                 | oui             | |
| Eure           | La Haye-de-Routot         | Maison du sabotier                                                                           |                 | |
| Eure           | Le Neubourg               | Musée de l'écorché d'anatomie                                                                |                 | |
| Eure           | Les Andelys               | Musée Nicolas-Poussin                                                                        | oui             | |
| Eure           | Les Andelys               | Mémorial Normandie-Niémen                                                                    |                 | fermé depuis décembre 2010 |
| Eure           | Les Barils                | Palais de la Miniature et du Diorama                                                         |                 | fermé |
| Eure           | Louviers                  | Musée de Louviers                                                                            | oui             | |
| Eure           | Manneville-sur-Risle      | Musée départemental de la résistance et la déportation                                       |                 | |
| Eure           | Montaure                  | Musée du cidre                                                                               |                 | |
| Eure           | Pont-Audemer              | Musée Alfred-Canel                                                                           | oui             | |
| Eure           | Poses                     | Musée de la batellerie                                                                       |                 | |
| Eure           | Routot                    | Maison du lin                                                                                |                 | |
| Eure           | Sainte-Opportune-la-Mare  | Maison de la pomme                                                                           |                 | |
| Eure           | Vernon                    | Musée Blanche Hoschedé-Monet                                                                 | oui             | |
| Orne           | Alençon                   | Musée des Beaux-Arts et de la Dentelle                                                       | oui             | |
| Orne           | Alençon                   | Musée de la Dentelle et du Point d'Alençon (dentelle d'Alençon)                              |                 | |
| Orne           | Alençon                   | Maison natale de Thérèse de Lisieux                                                          |                 | |
| Orne           | Alençon                   | Musée Leclerc                                                                                |                 | |
| Orne           | Alençon                   | Musée du piano                                                                               |                 | |
| Orne           | Alençon                   | Fonds départemental d'art contemporain de l'Orne                                             |                 | |
| Orne           | Argentan                  | Maison des Dentelles                                                                         |                 | |
| Orne           | Argentan                  | Musée Fernand Léger - André Mare                                                             |                 | |
| Orne           | Aube                      | Musée de la Comtesse de Ségur, consacré à Sophie Rostopchine, comtesse de Ségur              |                 | |
| Orne           | Aube                      | Musée de la grosse forge, dans la forge d'Aube                                               |                 | |
| Orne           | Bagnoles-de-l'Orne        | Musée départemental des sapeurs-pompiers de l'Orne                                           |                 | |
| Orne           | Berjou                    | Musée de la Libération                                                                       |                 | |
| Orne           | Bretoncelles              | L'armoire aux Poilus                                                                         |                 | |
| Orne           | Camembert                 | Maison du camembert                                                                          |                 | |
| Orne           | Champsecret               | Forges de Varenne                                                                            |                 | |
| Orne           | Courcerault               | Ferme-musée de la Tonnelière                                                                 |                 | |
| Orne           | Domfront                  | Musée Charles Léandre                                                                        |                 | |
| Orne           | Dompierre                 | Musée du Patrimoine Rural                                                                    |                 | |
| Orne           | Dompierre                 | Maison du Fer                                                                                |                 | |
| Orne           | Flers                     | Musée du château                                                                             | oui             | |
| Orne           | Flers                     | Musée du Bocage normand                                                                      |                 | |
| Orne           | Gacé                      | Musée de la Dame au Camélias                                                                 |                 | |
| Orne           | Gacé                      | Musée des minéraux et des fossiles                                                           |                 | |
| Orne           | L'Aigle                   | Musée Juin 44                                                                                |                 | |
| Orne           | L'Aigle                   | Musée d'archéologie                                                                          | oui             | |
| Orne           | L'Aigle                   | Musée des instruments de musique                                                             |                 | |
| Orne           | La Ferté-Macé             | Musée du jouet ancien                                                                        | oui             | |
| Orne           | La Madeleine-Bouvet       | Petit musée de la Coiffe                                                                     |                 | |
| Orne           | La Perrière               | Musée du Filet et de la Mode d'Antan                                                         |                 | |
| Orne           | Le Sap                    | Écomusée de la pomme au Calvados, le « Grand Jardin »                                        |                 | |
| Orne           | Lignerolles               | Musée de l'Inzolite                                                                          |                 | |
| Orne           | Mont-Ormel                | Mémorial de Coudehard-Montormel                                                              | oui             | |
| Orne           | Mortagne-au-Perche        | Musée Percheron                                                                              | oui             | |
| Orne           | Mortagne-au-Perche        | Musée Alain                                                                                  |                 | |
| Orne           | Rai                       | Musée vivant de l'énergie                                                                    |                 | |
| Orne           | Rânes                     | Musée de la Préhistoire                                                                      |                 | |
| Orne           | Saint-Cornier-des-Landes  | Maison du Sabotier                                                                           |                 | |
| Orne           | Saint-Cornier-des-Landes  | Musée du Clou                                                                                |                 | |
| Orne           | Saint-Cyr-la-Rosière      | Écomusée du Perche                                                                           | oui             | |
| Orne           | Saint-Philbert-sur-Orne   | Espace muséographique de la Roche d'Oëtre                                                    |                 | |
| Orne           | Saint-Pierre-du-Regard    | Dépôt-musée de Pont-Érambourg                                                                |                 | |
| Orne           | Saint-Sulpice-sur-Risle   | Manufacture Bohin                                                                            |                 | |
| Orne           | Sées                      | Musée départemental d'art religieux de Sées                                                  | oui             | |
| Orne           | Ségrie-Fontaine           | Maison de la rivière et du paysage                                                           | oui             | |
| Orne           | Tinchebray                | Musée et Prison Royale                                                                       |                 | |
| Orne           | Tourouvre                 | Musée de l'Émigration française au Canada                                                    | oui             | |
| Orne           | Tourouvre                 | Musée des Commerces et des Marques                                                           |                 | |
| Orne           | Vimoutiers                | Musée du camembert                                                                           |                 | |
| Manche         | Avranches                 | Musée municipal                                                                              | oui             | |
| Manche         | Avranches                 | Le Scriptorial                                                                               |                 | |
| Manche         | Barenton                  | Maison de la pomme et de la poire                                                            | oui             | |
| Manche         | Bricquebec-en-Cotentin    | Musée « À la recherche du temps perdu »                                                      |                 | |
| Manche         | Bricquebec-en-Cotentin    | Musée du château de Bricquebec                                                               |                 | |
| Manche         | Catz                      | Normandy Tank Museum                                                                         |                 | fermé depuis mi-septembre 2016 |
| Manche         | Catz                      | Normandy Victory Museum                                                                      |                 | |
| Manche         | Cerisy-la-Forêt           | Musée de l'abbaye de Cerisy-la-Forêt                                                         | oui             | |
| Manche         | Cherbourg-en-Cotentin     | Cité de la Mer                                                                               |                 | |
| Manche         | Cherbourg-en-Cotentin     | Musée Thomas-Henry                                                                           | oui             | |
| Manche         | Cherbourg-en-Cotentin     | Muséum d'histoire naturelle et d'ethnographie                                                | oui             | |
| Manche         | Cherbourg-en-Cotentin     | Musée de la Libération                                                                       | oui             | |
| Manche         | Coutances                 | Musée Quesnel-Morinière                                                                      | oui             | |
| Manche         | Ger                       | Musée régional de la poterie                                                                 | oui             | |
| Manche         | Granville                 | Musée Christian-Dior                                                                         | oui             | |
| Manche         | Granville                 | Musée-nomade européen du livre d'artiste                                                     |                 | |
| Manche         | Granville                 | Musée du vieux-Granville                                                                     | oui             | |
| Manche         | Granville                 | Musée d'art moderne Richard Anacréon                                                         | oui             | |
| Manche         | Gréville-Hague            | Maison natale Jean-François Millet                                                           |                 | |
| Manche         | Montebourg                | Musée du lait                                                                                |                 | |
| Manche         | Nehou                     | Musée Patton                                                                                 |                 | |
| Manche         | Omonville-la-Petite       | Maison Jacques Prévert                                                                       |                 | |
| Manche         | Regnéville-sur-Mer        | Fours à chaux du Rey - Musée Maritime de Regnéville                                          | oui             | |
| Manche         | Saint-Côme-du-Mont        | D-Day Experience                                                                             |                 | |
| Manche         | Saint-Martin-d'Aubigny    | Maison de la brique                                                                          | oui             | |
| Manche         | Saint-Michel-de-Montjoie  | Parc-Musée du Granit                                                                         | oui             | |
| Manche         | Sainte-Mère-Église        | Musée des troupes aéroportées                                                                |                 | |
| Manche         | Sainte-Mère-Église        | Ferme-musée du Cotentin                                                                      | oui             | |
| Manche         | Saint-Lô                  | Musée des beaux-arts                                                                         | oui             | |
| Manche         | Saint-Lô                  | Musée du bocage normand                                                                      | oui             | |
| Manche         | Saint-Sauveur-le-Vicomte  | Musée Barbey d'Aurevilly                                                                     | oui             | |
| Manche         | Saint-Vaast-la-Hougue     | Musée maritime de l'Île Tatihou                                                              | oui             | |
| Manche         | Saint-Côme-du-Mont        | Centre historique des parachutistes du Jour J (Dead Man's Corner Museum et D-Day Experience) |                 | |
| Manche         | Torigni-sur-Vire          | Musée Arthur-Le-Duc                                                                          | oui             | |
| Manche         | Vains                     | Écomusée de la baie du mont Saint-Michel                                                     |                 | |
| Manche         | Valognes                  | Musée de l’eau-de-vie et des vieux métiers                                                   |                 | |
| Manche         | Valognes                  | Musée du cidre                                                                               | oui             | |
| Manche         | Villedieu-les-Poêles      | Fonderie des cloches                                                                         |                 | |
| Manche         | Villedieu-les-Poêles      | Musée de la Poëslerie                                                                        | oui             | |
| Seine-Maritime | Barentin                  | Musée municipal de Barentin                                                                  |                 | |
| Seine-Maritime | Blangy-sur-Bresle         | Musée du Verre                                                                               |                 | |
| Seine-Maritime | Blangy-sur-Bresle         | Musée de l’histoire de Blangy                                                                |                 | |
| Seine-Maritime | Blangy-sur-Bresle         | Musée du Maquettisme et de la Fonderie                                                       |                 | |
| Seine-Maritime | Blangy-sur-Bresle         | Musée d’Archéologie                                                                          |                 | |
| Seine-Maritime | Blangy-sur-Bresle         | Musée de la Ferme                                                                            |                 | |
| Seine-Maritime | Blangy-sur-Bresle         | Musée de Géologie                                                                            |                 | |
| Seine-Maritime | Blangy-sur-Bresle         | Musée de la Musique et des Instruments                                                       |                 | |
| Seine-Maritime | Blangy-sur-Bresle         | Musée « Le poids de l’homme blanc »                                                          |                 | |
| Seine-Maritime | Bolbec                    | Atelier-musée du textile                                                                     |                 | |
| Seine-Maritime | Canteleu                  | Pavillon Flaubert                                                                            |                 | |
| Seine-Maritime | Caudebec-en-Caux          | MuséoSeine                                                                                   |                 | |
| Seine-Maritime | Caudebec-en-Caux          | Musée Biochet-Bréchot (maison des templiers)                                                 |                 | |
| Seine-Maritime | Croisset                  | Pavillon Flaubert                                                                            | oui             | |
| Seine-Maritime | Dieppe                    | Château de Dieppe                                                                            |                 | |
| Seine-Maritime | Dieppe                    | Mémorial du 19 août 1942                                                                     |                 | |
| Seine-Maritime | Duclair                   | Musée août 44 « L'enfer sur la Seine »                                                       |                 | |
| Seine-Maritime | Elbeuf                    | Musée d'Elbeuf                                                                               | oui             | |
| Seine-Maritime | Esteville                 | Centre Abbé Pierre - Emmaüs                                                                  |                 | |
| Seine-Maritime | Eu                        | Musée Louis-Philippe du château d'Eu                                                         | oui             | |
| Seine-Maritime | Eu                        | Musée du verre Traditions verrières                                                          |                 | |
| Seine-Maritime | Fécamp                    | Musée des Pêcheries                                                                          | oui             | |
| Seine-Maritime | Fécamp                    | Palais Bénédictine                                                                           |                 | |
| Seine-Maritime | Grainville-la-Teinturière | Musée Jean-de-Béthencourt                                                                    |                 | |
| Seine-Maritime | Harfleur                  | Musée du Prieuré                                                                             | oui             | |
| Seine-Maritime | Le Havre                  | Musée André-Malraux                                                                          | oui             | |
| Seine-Maritime | Le Havre                  | Muséum d'histoire naturelle                                                                  | oui             | |
| Seine-Maritime | Le Havre                  | Musée de l'Hôtel Dubocage de Bléville                                                        | oui             | |
| Seine-Maritime | Le Havre                  | Musée du prieuré de Graville                                                                 |                 | |
| Seine-Maritime | Le Havre                  | Maison de l'armateur                                                                         | oui             | |
| Seine-Maritime | Lillebonne                | Juliobona, musée gallo-romain                                                                |                 | |
| Seine-Maritime | Martainville-Épreville    | Musée des traditions et arts normands                                                        | oui             | |
| Seine-Maritime | Montville                 | Musée des Sapeurs-Pompiers de France                                                         | oui             | |
| Seine-Maritime | Neufchâtel-en-Bray        | Musée Mathon-Durand                                                                          |                 | |
| Seine-Maritime | Notre-Dame-de-Bondeville  | Musée industriel de la corderie Vallois                                                      | oui             | |
| Seine-Maritime | Offranville               | Musée Jacques-Émile-Blanche                                                                  |                 | |
| Seine-Maritime | Petit-Couronne            | Musée départemental Pierre Corneille                                                         |                 | |
| Seine-Maritime | Rosay                     | Musée de la pomme et du cidre                                                                |                 | |
| Seine-Maritime | Rouen                     | Musée des beaux-arts                                                                         | oui             | |
| Seine-Maritime | Rouen                     | Musée de la céramique                                                                        | oui             | |
| Seine-Maritime | Rouen                     | Muséum d'histoire naturelle                                                                  |                 | |
| Seine-Maritime | Rouen                     | Musée Flaubert et d'histoire de la médecine                                                  | oui             | |
| Seine-Maritime | Rouen                     | Gros-Horloge                                                                                 |                 | |
| Seine-Maritime | Rouen                     | Historial Jeanne d'Arc                                                                       |                 | |
| Seine-Maritime | Rouen                     | Musée Le Secq des Tournelles                                                                 | oui             | |
| Seine-Maritime | Rouen                     | Musée national de l'Éducation                                                                | oui             | |
| Seine-Maritime | Rouen                     | Musée maritime, fluvial et portuaire                                                         |                 | |
| Seine-Maritime | Rouen                     | Musée des Antiquités                                                                         | oui             | |
| Seine-Maritime | Rouen                     | Musée Pierre Corneille                                                                       |                 | |
| Seine-Maritime | Rouen                     | Tour Jeanne d'Arc                                                                            |                 | |
| Seine-Maritime | Saint-Maclou-la-Brière    | Musée maison des traditions normandes La fabrication du cidre ; les vieux métiers            |                 | |
| Seine-Maritime | Saint-Nicolas-d'Aliermont | Musée de l'horlogerie de Saint-Nicolas-d'Aliermont                                           | oui             | |
| Seine-Maritime | Villequier                | Musée Victor-Hugo                                                                            | oui             | |
| Seine-Maritime | Yvetot                    | Musée municipal des ivoires                                                                  | oui             | |